# Cordia globosa
Espèce
Synonymes
- Varronia globosa Jacq., 1760 (basionyme)

Cordia globosa est une espèce de plantes de la famille des Boraginaceae.